# Elizabeth Barton

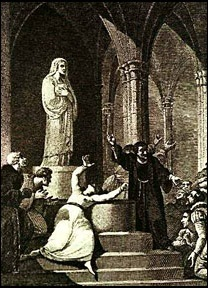
Elizabeth Barton från 1800-talet.

Elizabeth Barton, känd som Nunnan av Kent, Londons Heliga Jungfru, Heliga Jungfrun av Kent och Den Galna Jungfrun av Kent, född 1506, död 20 april 1534, var en engelsk katolsk nunna. Hon avrättades på grund av sina förutsägelser om äktenskapet mellan Henrik VIII av England och Anne Boleyn, som hade ägt rum mot påvens önskan.

## Biografi
Elizabeth Bartons tidiga liv är okänt. Hon arbetade som tjänare då hon år 1525 började få visioner. Under detta år drabbades hon av en okänd sjukdom och sade sig då få gudomliga visioner. Hon predikade och gjorde förutsägelser; till en början om den närmaste omgivningen, men sedan allt mer om religion. Hennes predikningar var uppmaningar till omgivningen att följa den katolska kyrkan, framför allt att göra pilgrimsfärder och be till Jungfru Maria. Strax efter att hon börjat få visioner blev hon nunna och blev snart en populär predikant bland både allmänheten och adeln. År 1528 mötte hon kardinal Thomas Wolsey, och vid två tillfällen monarken. Hennes verksamhet som predikant godkändes eftersom hon inte utmanade den rådande ordningen. 
Situationen förändrades då Henrik VIII bröt med Rom och katolska kyrkan för att kunna få en skilsmässa från Katarina av Aragonien och gifta sig med Anne Boleyn. Barton motsatte sig reformationen och började år 1532 förutsäga att monarken skulle dö strax efter bröllopet om han någonsin gifte om sig. Trots att det räknades som högförräderi att förutsäga kungens död lämnades Barton ifred, troligen på grund av sitt stöd inom många kretsar. Kungens agenter lät då sprida ut rykten om att Elizabeth Barton var mentalt sjuk och hade sexuella förbindelser med präster. Dessa rykten förstörde hennes anseende, och då hennes stöd försvunnit blev hon med hjälp av en parlamentsakt arresterad utan rättsbeslut för förräderi. 
Elizabeth Barton tvingades avge vittnesmål om att alla hennes förutsägelser var falska. Därefter dömdes hon tillsammans med sju av sina anhängare, till döden som skyldiga till förräderi. Alla dokument kring processen kommer dock från Thomas Cromwell och hans agenter och anses vara starkt vinklade. Hon och hennes anhängare dömdes dessutom utan rättegång. Hon avrättades tillsammans med sju anhängare genom hängning vid Tyburn.